# Amorfù
Amorfù è un film del 2003, diretto da Emanuela Piovano. È stato distribuito nelle sale italiane a partire dal 26 settembre 2003.
Il titolo fa riferimento al film L'Amour fou (1969) di Jacques Rivette che viene citato nel corso della pellicola.

## Trama
L'aspirante psichiatra Elena lavora in una comunità per malati mentali e lotta ogni giorno per migliorare la vita dei suoi pazienti. Tra di loro c'è Fausto, un giovane pianista che è stato ricoverato soprattutto a causa di un forte stato di depressione e un conseguente tentativo di suicidio. Elena prende a cuore la sua storia e si promette di riuscire a farlo tornare ad una vita normale. Nell'arco di qualche mese a contatto con lei, Fausto sembra presentare notevoli miglioramenti e la depressione è ormai solo un ricordo; Elena è convinta che sia ormai guarito e, innamorata di lui, riesce ad ottenere dal direttore della comunità il permesso di farlo uscire. Fausto va a vivere in casa di Elena, con quest'ultima che si rivela allo stesso tempo un'affettuosa compagna/madre/dottoressa; per amor suo, Elena rinuncia al suo fidanzato di sempre Carlo. All'inizio Fausto è felice per questa convivenza e si dimostra riconoscente verso di lei per averlo fatto guarire, ma con il passare del tempo matura l'idea di doversene andare da quella casa, a causa dell'eccessiva possessività di Elena.

## Critica
- La sua originalità nel raccontare gli incerti confini tra salute e malattia – e tra il creativo e il distruttivo nella passione d'amore – non è stata capita. Forte contributo attoriale della radiosa S. Bergamasco e dell'intenso I. Oliva. Commento del dizionario Morandini che assegna al film tre stelle su cinque di giudizio.[2]